# Дарп
Дарп (нід. Darp) — село в нідерландській провінції Дренте. Входить до муніципалітету Вестервелд.
Його площа становить 0,84 км², а населення станом на 2021 рік складало 605 осіб.

## Галерея

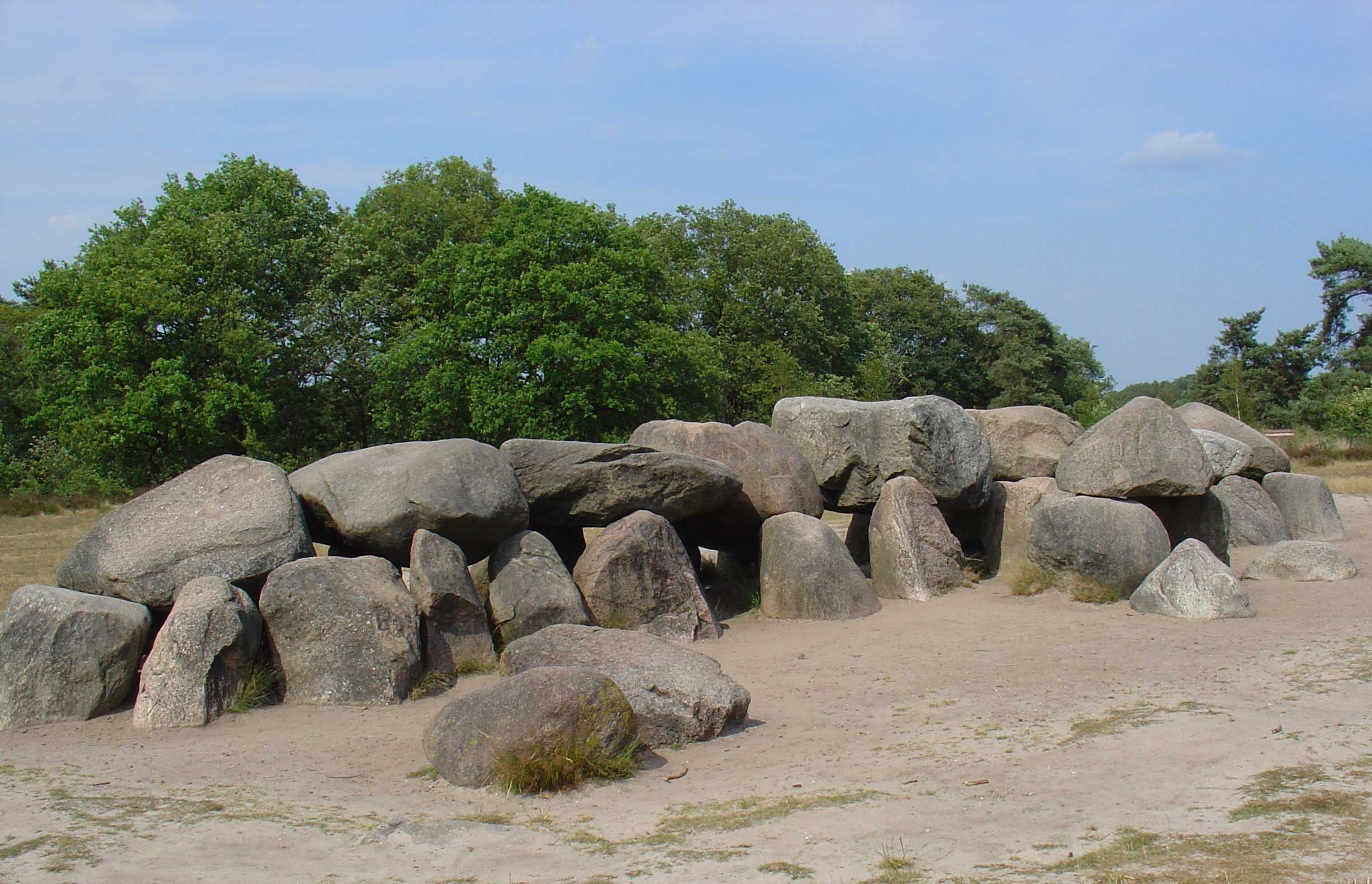
Дольмен поблизу села